# الهيئة العليا للأمن الصناعي
الهيئة العليا للأمن الصناعي، (بالإنجليزية: Supreme Authority for Industrial Security)‏، هي هيئة عليا أنشأت لحماية المرافق البترولية والصناعية والخدمية، في مجال الأمن والسلامة والوقاية من الحريق، في 27 صفر 1397هـ.

## التأسيس
نظراً لأهمية المرافق البترولية والصناعية والخدمية في المملكة العربية السعودية؛ فقد رأت المملكة، ضرورة إنشاء هيئة عليا للأمن الصناعي تتولى وضع السياسات والخطط المناسبة لحماية تلك المرافق في مجالات الأمن والسلامة والوقاية من الحريق لضمان إستمرارية العمل والإنتاج تحت كل الظروف صدر الأمر الملكي رقم 439/8 وتاريخ 27 صفر 1397هـ ، بالموافقة على تشكيل الهيئة العليا للأمن الصناعي برئاسة صاحب السمو الملكي وزير الداخلية وعضوية أصحاب السمو الملكي وأصحاب المعالي والسعادة ذات العلاقة.

## مسئوليات
إضافة إلى التنسيق مع المنشآت الصناعية التي تخضع لإشراف الهيئة، لإعداد الخطط اللازمة لحالات الطوارئ ودراسة تلك الخطط والرفع بصورة منها للمديرية العامة للدفاع المدني. وتمتد اختصاصات الهيئة إلى الاستعانة بخبراء الهيئة والمنشآت الخاضعة لإشراف الهيئة الصناعية والكهربائية في مجالات الدفاع المدني للاستفادة من خبراتهم فيما يخدم الهيئة وحصر المعدات والآليات بالمنشآت العامة وتسخيرها لمساندة الدفاع المدني في حالات الطوارئ.
كما تشمل المهام تأمين مصادر احتياطية للطاقة الكهربائية في المنشآت الخاضعة لإشراف الهيئة وفق لائحة القواعد المنظمة إضافة إلى إبلاغ قرارات اللجنة إلى الجهات ذات العلاقة ومتابعة تنفيذ هذه القرارات بكفاءة وفاعلية وإعداد الترتيبات الإدارية لتذليل العقبات التي تواجه الجهات في تنفيذ المشاريع والعمل على إيجاد الحلول المناسبة لها في حدود الصلاحيات المخولة للجنة.
ونصت المادة الأولى من أحكام عامة وختامية أن على الجهات المخاطبة بأحكام هذه اللائحة والجهات الأخرى الحكومية والخاصة تقديم تقرير فني دوري لإدارة الدفاع المدني في المنطقة عن مدى سلامة وصلاحية استخدام جميع المنشآت والمرافق التابعة لها والمرتبطة بها والمشرفة عليها، وعن مدى توفير متطلبات الدفاع المدني من وسائل السلامة وأدوات مكافحة الحريق ومتطلبات الحماية المدنية كالملاجئ وفرق متخصصة في مجال السلامة والوقاية من الحريق، على أن يعد هذا التقرير من قبل لجنة فنية مشكلة من الجهات الفنية المختصة وذلك بالنسبة للمباني المملوكة للدولة.
أما بالنسبة للمباني المستأجرة فيكلف صاحب الملك بتقديم تقرير للجهة بما ذكر على أن يتم إعداده بواسطة مكتب هندسي مرخص ووضع الضوابط اللازمة التي تكفل تحقيق ذلك.
أهم مسئوليات الأمانة العامة للهيئة العليا للأمن الصناعي:
1. تنفيذ قرارات مجلس الهيئة.
2. التنسيق بين المنشآت البترولية والصناعية والخدمية والجهات الأمنية لتفعيل متطلبات الحماية الأمنية والسلامة الصناعية والحماية من الحريق.
3. إجراء مسوحات ميدانية شاملة لجميع المنشآت الخاضعة لإشراف الهيئة لتطبيق تعليمات ومتطلبات الأمن والسلامة والحماية من الحريق ومتابعة تنفيذها.
4. وضع التعليمات الفنية والهندسية والتنظيمية والإجرائية الخاصة بمتطلبات الأمن والسلامة والحماية من الحريق في جميع المنشآت الخاضعة لإشراف الهيئة وتحديثها بصفة دائمة.
5. الإشراف والمتابعة على إنشاء إدارات خاصة بأعمال الأمن الصناعي بجميع المنشآت.
6. إقامة الندوات والمعارض والمؤتمرات الهادفة إلى تطوير وتحسين مجالات الأمن الصناعي المختلفة وتأهيل العاملين فيها لمواكبة التقنيات والنظريات الحديثة والتعرف على الأخطار والمؤثرات البيئة والصناعية الداخلية والخارجية.
7. وضع خطط الطوارئ والإخلاء التي تتناسب مع ظروف وخصوصية كل منشأة ومتابعة إجراء التجارب الوهمية للتأكد من ملائمتها.
8. المشاركة في اللجان المعنية بوضع احتياطات الأمن والسلامة للمرافق والمنشأت التي لاتخضع لإشراف الهيئة العليا للأمن الصناعي.

كما تشمل مهام الهيئة توفير قاعدة معلومات بكل أنواع وكميات المواد الكيماوية والمشعة وأماكن وجودها والتأكد من سلامة ونقل تلك المواد المستخدمة.

## المنشأت الخاضعة لإشراف الهيئة
تشرف الهيئة على عدة قطاعات منها:
- قطاع البترول
- قطاع الكهرباء
- قطاع البتروكيماويات
- قطاع الصناعة الحديدية
- قطاع الصناعة الكيميائية
- قطاع التفجيرات المدنية
- قطاع المياه
- قطاع التعدين
- قطاع الاتصالات
- قطاع الخدمات الصناعية
- قطاع المواني
- قطاع الغاز

## الفروع
تملك الهيئة العليا للأمن الصناعي عدة فروع داخل المملكة منها:
منطقة مكة المكرمة (محافظة جدة):
يقع فرع الأمانة بمنطقة مكة المكرمة في محافظة جدة حيث يقوم بالإشراف على جميع المنشآت البترولية والصناعية والخدمية الواقعة في المنطقة.
منطقة المدينة المنورة (مدينة ينبع الصناعية):
يقع فرع الأمانة بمنطقة المدينة المنورة في محافظة ينبع حيث يقوم بالإشراق على جميع المنشآت البترولية والصناعية والخدمية الواقعة في المنطقة.
المنطقة الشرقية (مدينة الجبيل الصناعية):
يقع فرع الأمانة بالمنطقة الشرقية في محافظة الجبيل حيث يقوم بالإشراف على جميع المنشآت البترولية والصناعية والخدمية الواقعة في المنطقة.

## التراخيص الامنية
تقدم الهيئة العليا للأمن الصناعي عدة تراخيص منها:
- ترخيص مزاولة نشاط الحراسات الأمنية المدنية الخاصة.
- تسجيل المقاولين والمكاتب الهندسية والاستشارية لمشاريع الأمن الصناعي.
- تسجيل إبداء الرغبة في إنشاء مراكز تدريب أمنية مدنية خاصة ومراكز تدريب أمن صناعي.

## وصلات خارجية
- الهيئة العليا للأمن الصناعي الموقع الرسمي